# Irmgard Limburška
Irmgard Limburška ali Ermengarda Limburška (umrla junija 1283 ) je bila vojvodinja Limburška od leta 1279 do svoje smrti leta 1283. Njen mož, Reinald I. Gelderski, je soupravljal Limburg po ženini pravici od 1279 do 1288 , torej tudi po njeni smrti.

## Limburška dediščina (1)
Leta 1274 se je Irmgarda Limburška poročila z monarhom iz bližnjega Geldersa, grofom Reinaldom I. Par je bil brez otrok. V tem zakonskem življenju Reinald (še) ni bil nor; to je postal šele v začetku 14. stoletja  .
Irmgardin oče, limburški vojvoda Walram IV., je umrl leta 1279. To je pomenilo, da je nasledstvo v vojvodini Limburg v krizi. Walram IV. ni imel sinov, imel pa je 2 hčerki, Irmgard in njeno mlajšo sestro Sofijo, redovnico . Limburg je pravno pripadel njenemu bratrancu Adolfu V., grofu Berškemu. Adolf V. ni želel zahtevati Limburga s silo, ker sta zakonca Reinald in Irmgarda medtem zasedla Limburg s podporo svojega zaveznika, kölnskega knezo-nadškofa Sigfrida Westerburškega. Adolf V. je nato svoje pravice do Limburga prodal vojvodi Janezu I. Brabantskemu, monarhu, ki se je zanj zanimal za prvo območje na desnem bregu reke Meuse. Adolf V. je tako predal Limburg Brabantu, sovražniku Kölna in Geldersa. Vendar Janez I. ni šel v Limburg, da bi pregnal Reinalda in Irmgard.

## Limburška uprava
Reinoud in Irmgard sta skupaj vladala Limburgu. Tako so na primer podelili nekaj pravic mestu Duisburg (1279). 12. junija 1282 je rimsko-nemški kralj Rudolf I. rešil limburški spor. Irmgardi je dodelil vojvodstvo Limburg in določil, da lahko Reinald obdrži posedovanje Limburga , če umre brez otrok.

## Limburška dediščina (2)
S smrtjo Irmgarde leta 1283, eno leto po uradni investituri, so izbruhnili boji. Vložek je bil dedno nasledstvo v Limburgu, ker ni bilo moških potomcev. Glej tudi Vojna za limburško nasledstvo .